# Waldolwisheim
Waldolwisheim is een gemeente in het Franse departement Bas-Rhin (regio Grand Est) en telt 530 inwoners (1999). De plaats maakt deel uit van het arrondissement Saverne.

## Geografie
De oppervlakte van Waldolwisheim bedraagt 5,7 km², de bevolkingsdichtheid is 93,0 inwoners per km².
De onderstaande kaart toont de ligging van Waldolwisheim met de belangrijkste infrastructuur en aangrenzende gemeenten.

## Demografie
Onderstaande figuur toont het verloop van het inwonertal (bron: INSEE-tellingen).